# Distretto di Musanze
Il distretto di Musanze è un distretto (akarere) del Ruanda, parte della Provincia Settentrionale, con capoluogo Musanze.

## Geografia fisica
Il distretto di Musanze è costituito soprattutto da territorio montuoso; include la maggior parte del parco nazionale dei vulcani e cinque degli otto vulcani della catena dei monti Virunga: il Karisimbi, il Bisoke, il Sabyinyo, il Gahinga e il Muhabura. Quest'area è anche quella dove si trovano la maggior parte dei gorilla di montagna del Ruanda, e quindi costituisce anche una delle principali destinazioni turistiche del paese.
Il distretto si compone di 15 settori (imirenge):
- Busogo
- Cyuve
- Gacaca
- Gashaki
- Gataraga
- Kimonyi
- Kinigi
- Muhoza
- Muko
- Musanze
- Nkotsi
- Nyange
- Remera
- Rwaza
- Shingiro